# 移動業務
移動業務（いどうぎょうむ）は、無線通信業務の種類の一つである。

## 定義
総務省令電波法施行規則 第3条第1項の各号に次のように定義している。
- 移動業務を第5号に「移動局（陸上（河川、湖沼その他これらに準ずる水域を含む。次条第1項第6号、第7号の3、第12号及び第13号において同じ。）を移動中又はその特定しない地点に停止中に使用する受信設備（無線局のものを除く。第8号及び第8号の3において「陸上移動受信設備」という。）を含む。）と陸上局との間又は移動局相互間の無線通信業務（陸上移動中継局の中継によるものを含む。）
- 海上移動業務を第6号に「船舶局と海岸局との間、船舶局相互間、船舶局と船上通信局との間、船上通信局相互間又は遭難自動通報局と船舶局若しくは海岸局との間の無線通信業務」
- 航空移動業務を第7号に「航空機局と航空局との間又は航空機局相互間の無線通信業務」
- 航空移動(R)業務を第7号の2に「主として国内民間航空路又は国際民間航空路において安全及び正常な飛行に関する通信のために確保された航空移動業務」
- 航空移動(OR)業務を第7号の3に「主として国内民間航空路又は国際民間航空路以外の飛行の調整に関するものを含む通信を目的とする航空移動業務」
- 陸上移動業務を第8号に「基地局と陸上移動局（陸上移動受信設備（無線呼出業務の携帯受信設備を除く。）を含む。）との間又は陸上移動局相互間の無線通信業務（陸上移動中継局の中継によるものを含む。）」
- 携帯移動業務を第8号の2に「携帯局と携帯基地局との間又は携帯局相互間の無線通信業務。（第8号の2）
- 無線呼出業務を第8号の3に「携帯受信設備（陸上移動受信設備であつて、その携帯者に対する呼出し（これに付随する通報を含む。以下この号において同じ。）を受けるためのものをいう。）の携帯者に対する呼出しを行う無線通信業務」

引用の促音の表記は原文ママ

## 概要
定義にみるように移動局と陸上局または移動局相互間の無線通信に関する業務である。ここで、
- 移動局とは単に移動する無線局ではなく、電波法施行規則第4条第1項第14号に移動業務に携わる無線局で移動するものを指すものとされ、船舶局、遭難自動通報局、船上通信局、航空機局、陸上移動局、携帯局があげられている。
- 陸上局とは単に陸上にある無線局ではなく、電波法施行規則第4条第1項第第8号の3に移動業務に携わる無線局で陸上に固定したものを指すものとされ、海岸局、航空局、基地局、携帯基地局、無線呼出局、陸上移動中継局があげられている。

これらの細別された無線局は、細別された移動業務と対応するものであり、業務と無線局の種別との関係は下図のようになる。
```
移動局　（種別）　　　　　　移動業務　  　　　　　　　　（種別）　　　　陸上局
　┃　　　　　　　　　　　　　┃　　　　　　　　　　　　　　　　　　　　　┃
　┣━┳船舶局━━━━┳━━海上移動業務━━━━━━━━━海岸局━━━━━┫
　┃　┃　　　　　　　┃　　　┃　　　　　　　　　　　　　　　　　　　　　┃
　┃　┣遭難自動通報局┫　　　┃　　　　　　　　　　　　　　　　　　　　　┃
　┃　┃　　　　　　　┃　　　┃　　　　　　　　　　　　　　　　　　　　　┃
　┃　┗船上通信局━━┛　　　┃　　　　　　　　　　　　　　　　　　　　　┃
　┃　　　　　　　　　　　　　┃　　　　　　　　　　　　　　　　　　　　　┃
　┣━━航空機局━━━━━━航空移動業務━━━━━━━━━航空局━━━━━┫
　┃　　　　　　　　　　　　　┃┣航空移動（Ｒ）業務　　　　　　　　　　　┃
　┃　　　　　　　　　　　　　┃┗航空移動（ＯＲ）業務　　　　　　　　　　┃
　┃　　　　　　　　　　　　　┃　　　　　　　　　　　　　　　　　　　　　┃
　┣━━陸上移動局━━━━━陸上移動業務━━━━━━━━┳基地局━━━━┳┫
　┃　　　　　　　　　　　　　┃　　　　　　　　　　　　┃　　　　　　　┃┃
　┃　　　　　　　　　　　　　┃　　　　　　　　　　　　┗陸上移動中継局┛┃
　┃　　　　　　　　　　　　　┃　　　　　　　　　　　　　　　　　　　　　┃
　┗━━携帯局━━━━━━━携帯移動業務━━━━━━━━━携帯基地局━━━┫
　　　　　　　　　　　　　　　┃　　　　　　　　　　　　　　　　　　　　　┃
　　　（携帯受信設備）───無線呼出業務━━━━━━━━━無線呼出局━━━┛

```

注 携帯受信設備は無線局ではないが参考として記載する。いわゆるポケベルのことである。
沿革にみるとおり、電波法令制定当初は海上・上空・陸上の分野ごとを想定した定義がなされていた。
この為、海上・上空・陸上の二つ以上にわたって使用する又は人が携帯して使用する携帯移動業務は無く、携帯局・携帯基地局にあたる無線局は移動局・陸上局として免許された。
後に携帯移動業務、信号報知業務（現行の無線呼出業務）と追加され、今日の形態となった。

## 沿革
1950年（昭和25年）- 電波法施行規則制定 時に移動業務、海上移動業務、航空移動業務、陸上移動業務が定義された。現行と異なる定義は次のとおり。
- 移動業務が「移動局と陸上局との間又は移動局相互間の無線通信業務」
- 海上移動業務が「船舶局と海岸局との間又は船舶局相互間の無線通信業務」
- 陸上移動業務が「基地局と陸上移動局との間又は陸上移動局相互間の無線通信業務」

1958年（昭和33年）- 携帯移動業務が定義された。

1960年（昭和35年）- 海上移動業務の定義が「船舶局と海岸局との間、船舶局相互間又は遭難自動通報局と船舶局若しくは海岸局との間の無線通信業務」と改正された。

- 遭難自動通報局が定義されたことによる。

1968年（昭和43年）- 定義が「移動局（第8号の3の信号受信設備を含む。）と陸上局との間又は移動局相互間の無線通信業務」と、
また、信号報知業務が「信号受信設備（陸上（河川、湖沼その他これらに準ずる水域を含む。次条第1項第12号及び第13号において同じ。）を移動中又はその特定しない地点に停止中に使用する受信設備であって、もつぱらその携帯者に対する単なる合図としての信号を行なうためのもの（無線局のものを除く。）をいう。次条第1項第7号の2において同じ。）と信号報知局との間の無線通信業務」と定義された。

- 信号報知局が定義されたことによる。

1975年（昭和50年）- 海上移動業務の定義が現行のものとなった。

- 船上通信局が定義されたことによる。

1982年（昭和57年）- 定義が「移動局（信号報知業務の信号受信設備を含む。）と陸上局との間又は移動局相互間の無線通信業務（陸上移動中継局の中継によるものを含む。）」と、
また、陸上移動業務の定義も「基地局と陸上移動局との間又は陸上移動局相互間の無線通信業務（陸上移動中継局の中継によるものを含む。）」と改正された。

- 陸上移動中継局が定義されたことによる。

1985年（昭和60年）- 定義が「移動局（信号報知業務の携帯受信設備を含む。）と陸上局との間又は移動局相互間の無線通信業務（陸上移動中継局の中継によるものを含む。）」と、
また、信号報知業務が無線呼出業務となり定義が「携帯受信設備（陸上（河川、湖沼その他これらに準ずる水域を含む。）を移動中又はその特定しない地点に停止中に使用する無線設備であって、専らその携帯者に対する単なる呼出し又はこれに付随する通報を受けるためのもの（無線局のものを除く。）をいう。）と無線呼出局との間の無線通信業務」となった。

- 信号報知局が無線呼出局と、信号報知業務が無線呼出業務と改められたことによる。

1987年（昭和62年）-  定義が「移動局（陸上（河川、湖沼その他これらに準ずる水域を含む。次条第1項第12号及び第13号において同じ。）を移動中又はその特定しない地点に停止中に使用する受信設備（無線局のものを除く。第8号及び第8号の3において「陸上移動受信設備」という。）を含む。）と陸上局との間又は移動局相互間の無線通信業務(陸上移動中継局の中継によるものを含む。)」と、陸上移動業務の定義が現行のものと、無線呼出業務の定義が「携帯受信設備（陸上移動受信設備であって、専らその携帯者に対する単なる呼出し又はこれに付随する通報を受けるためのもの（無線局のものを除く。）をいう。）と無線呼出局との間の無線通信業務」となった。

1995年（平成7年）- 無線呼出業務の定義が現行のものとなった。
2016年（平成28年）- 定義が現行のものとなった。
引用の促音、送り仮名の表記は原文ママ